# الموقر (الحديدة)

تعديل مصدري - تعديل

الموقر هي إحدى قرى مديرية زبيد، التابعة لمحافظة الحديدة اليمنية، بلغ تعداد سكانها 4136 نسمة حسب الإحصاء الذي أجري عام 2004.